# Franz Antoine (Botaniker, 1768)
Franz de Paula Antoine (* 23. Jänner 1768 in Möllersdorf; † 22. August 1834 in Wien) war ein österreichischer Pomologe.

## Leben
Franz Antoine aus Niederösterreich wirkte unter Franz I. seit 1810 als kaiserlicher Hofgärtner zu Wien. Während seiner Zeit verschönerte er den Hofgarten und kümmerte sich auch um den Anbau von Obstbäumen. Er starb in Wien mit 66 Jahren. Er verfasste 1820 ein Werk, das in Fachkreisen zu seiner Zeit bekannt war. Sein gleichnamiger Sohn war ebenfalls Hofgärtner.

## Werke
- Abbildungen von 51 Pfirsich-Sorten nach der Natur. Wien 1816–1821. Zeichnungen von Joseph Kraft d. J. (zunächst Einzelhefte, 1821 gesammelt als Abbildung von 51 Pfirsich-Gattungen nach der Natur)